# Немски експресионизъм
Тежкото икономическо състояние на Германия след Първата световна война е предпоставка за бурното развитие на експресионизма.
Светът на експресионизма е мрачен и песимистичен, силно изкривен, населен с чудовища. Главни действащи лица са силите на злото, представени от вампири, маниаци, луди учени. Обикновеният човек е изкупителната жертва. Характерна е силна деформация на изображението, вдъхновена от готиката.
Ключови филми за течението са „Кабинетът на доктор Калигари“, „Вампирът Носферату“, „Кабинетът с восъчните фигури“.